# 1493
1493 (MCDXCIII) fue un año común comenzado en martes del calendario juliano.

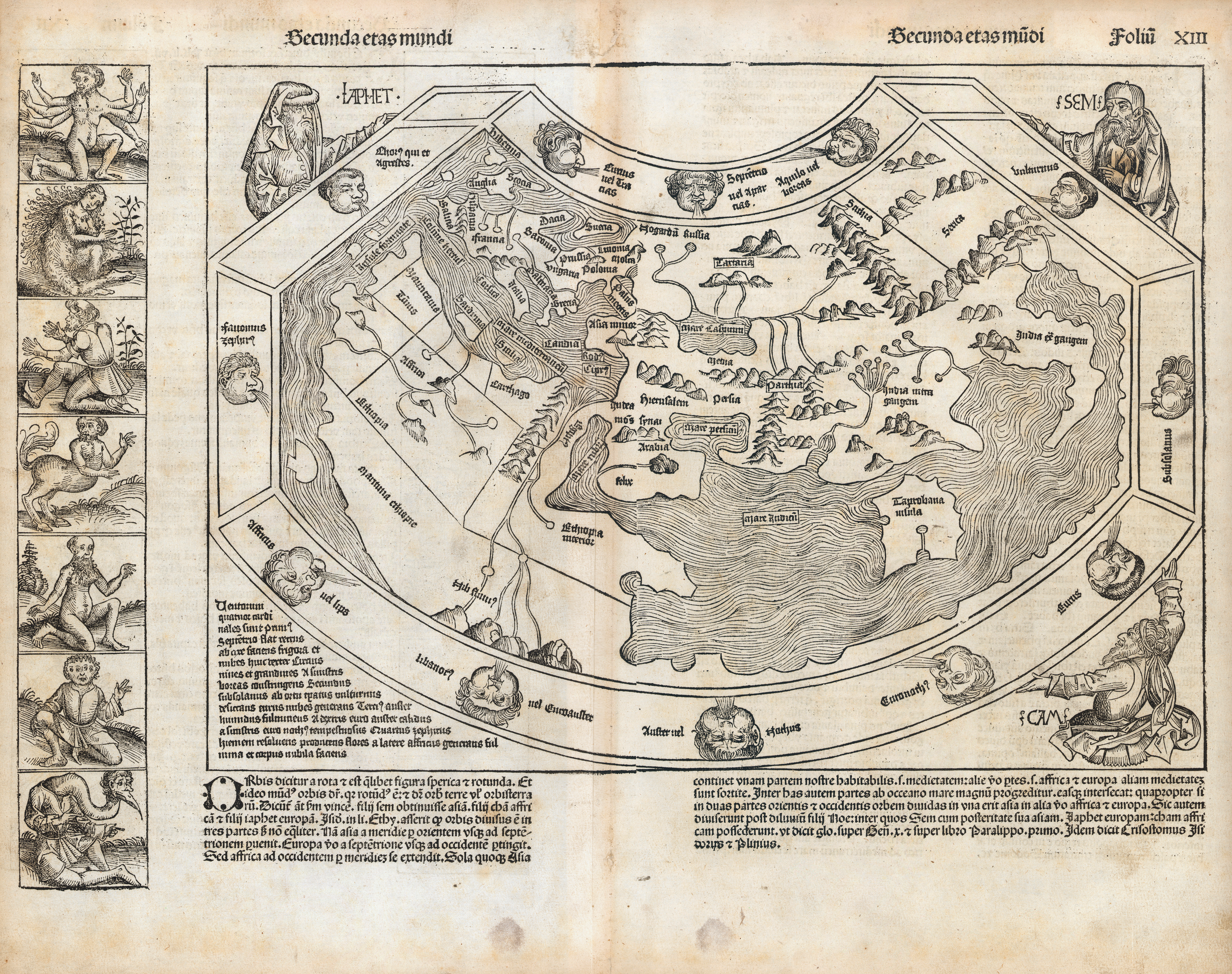
Mapa mundial de Hartmann Schedel, 1493

## Acontecimientos
- 3 de enero: en España se termina la construcción de la catedral de Toledo.
- 4 de enero: se construye el pequeño Fuerte Navidad en la costa norte de la isla La Española (que comprende a la actual Haití y República Dominicana), el primer asentamiento español en América. Cristóbal Colón Cortés se embarca en La Niña hacia España en su regreso del primer viaje español al Nuevo Mundo.
- 19 de febrero: en las islas Azores la armada portuguesa intenta apresar a Colón en su viaje de regreso, para evitar que divulgue la otra ruta hacia la India que él cree haber descubierto.
- 1 de marzo: en el puerto de Bayona (España) arriba la carabela La Pinta comandada por Martín Alonso Pinzón de regreso de América. Se da la primicia del éxito de la expedición de Colón.
- 15 de marzo: Cristóbal Colón llega a España tras su primer viaje.
- 3 de abril: en Barcelona, los Reyes Católicos reciben con todos los honores a Cristóbal Colón.
- 3 de mayo: en la isla de San Miguel de La Palma (Canarias) se funda la aldea de Santa Cruz de La Palma, que se convertirá en su capital.
- 20 de agosto: coronación de Maximiliano I de Habsburgo como emperador del Sacro Imperio Romano Germánico.
- 26 de septiembre: Cristóbal Colón empieza su segunda expedición.
- 3 de noviembre: Cristóbal Colón llega a la isla de Dominica.
- 2 de noviembre al 6 de noviembre: se descubre el tabaco en América por los descubridores europeos castellanos.
- 19 de noviembre: Cristóbal Colón llega a la isla de Puerto Rico.
- 28 de noviembre: Cristóbal Colón llega al Fuerte Navidad y descubre que ha sido destruido por los nativos.

### Sin Fecha
- Carlos VIII de Francia devuelve el Franco Condado de Borgoña, el Charolais y el Artois a los Países Bajos Borgoñones, mediante el Tratado de Senlis. Comienza la lucha secular entre Francia y los Habsburgo, motivada por la herencia de los duques de Borgoña.
- Tratado de Barcelona: don Fernando II de Aragón adquiere los condados de Rosellón y de la Cerdaña.
- El Papa Alejandro VI da la orden de que las nuevas tierras del Nuevo Mundo sean evangelizadas por los conquistadores y misioneros.

## Nacimientos
- 15 de marzo: Anne de Montmorency, militar francés.
- 24 de agosto: Girolamo Bellarmato, arquitecto, ingeniero y cartógrafo italiano (f. 1555).
- 12 de noviembre: Baccio Bandinelli, pintor y escultor florentino.
- Rupá Goswami, escritor y gurú bengalí (f. 1564).
- Paracelso, alquimista y astrólogo suizo.
- Bernat Etxepare, escritor navarro.

## Fallecimientos
- 31 de marzo: Martín Alonso Pinzón, navegante y explorador español, codescubridor de América.
- 19 de agosto: Federico III de Habsburgo, emperador del Sacro Imperio Romano
- Diego de Arana, marino y explorador español
- Alonso de Cárdenas, aristócrata español
- Fernando del Pulgar, humanista e historiador español.
- Túpac Yupanqui, emperador inca.